# Oskar von Truppel
Oskar von Truppel (né le 17 mai 1854 à Katzhütte - mort le 20 août 1931 à Berlin-Frohnau) est un officier de la marine impériale allemande qui fut amiral en fin de carrière et gouverneur du protectorat de Kiautschou en Chine.

## Biographie
Truppel entre le 31 mai 1871 dans la marine impériale comme cadet. Il gravit les échelons de la hiérarchie, parcourt toutes les mers du globe, devient chef d'une division de torpilleurs, instructeur d'artillerie, et étudie à l'académie de marine de Kiel. Il sert aussi à l'Office du Reich à la Marine, ainsi qu'à l'amirauté.
C'est en 1889 que sa carrière prend un tournant, lorsqu'il est envoyé en Chine en tant que responsable intérimaire des forces navales allemandes en Chine. Il est alors capitaine de vaisseau. Quelques années plus tard, les ambitions de Tirpitz se concrétisent, lorsque la Chine, après l'expédition de Diederichs, loue des territoires au bout de la péninsule du Chantoung, qui s'ouvrent sur la baie de Kiaou-Tchéou et donnent de l'autre côté sur la mer Jaune. C'est la concession de Kiautschou avec la ville de Tsingtau (Tsingtao en français de l'époque) que les Allemands s'empressent de construire avec son port comme base navale. Truppel y est stationné. Il est élevé au grade de vice-amiral en 1901 et devient aussitôt, le 8 juin, gouverneur du protectorat (Schutzgebiet). Il prend la succession de Paul Jäschke qui y est mort du typhus en janvier 1901 à qui avait succédé uniquement en fonction par intérim Max Rollmann (de).
C'est sous sa gouvernance que la colonie et son comptoir vont se développer autour du concept de « colonie exemplaire »  (Musterkolonie) qu'il va réaliser en  se faisant bâtisseur (le gouverneur est responsable unique de l'aménagement du territoire et des constructions), avec l'aide de la Deutsch-Asiatische Bank  qui y a ouvert une filiale quelques années plus tôt, et en aménageant les infrastructures, routes, hôpitaux, casernes, écoles, etc., et bien sûr le port commercial et le port de la base navale. Le siège du gouverneur et le bâtiment principal de la police datent de son époque, ainsi que la résidence du gouverneur qui est prête en 1905. Mao Tsé Toung s'y repose plus tard, lorsqu'elle est un hôtel pour la nomenklatura du régime de la république populaire de Chine. C'est aujourd'hui un lieu touristique des plus visités de la région.
Le grand-amiral von Tirpitz écrivait sur son compte en 1907 qu'il s'est attaché au développement du protectorat et qu'il manifeste toute l'énergie souhaitable au service des affaires de la politique et de l'économie, mais qu'il est cependant oublieux des exigences des finances, telles qu'elles sont prescrites par l'Empire, et qu'il fait aussi preuve de vanité.
Il démissionne volontairement en 1911 pour laisser la place à Alfred Meyer-Waldeck, retourne en Allemagne, où il enseigne à l'académie de marine de Kiel et meurt, fidèle à l'esprit de l'Allemagne wilhelminienne, en 1931.